# Kolové pleso
Kolové pleso (deutsch Pflocksee, ungarisch Karó-tó, polnisch Kołowy Staw) ist ein kleiner Bergsee auf der slowakischen Seite der Hohen Tatra.
Er befindet sich im oberen Teil des Tals Kolová dolina (deutsch Pflockseetal) und seine Höhe beträgt 1565 m n.m.. Seine Fläche liegt bei 18.280 m², er misst 225 × 123 m und ist bis zu 1,2 m tief. Durch den See fließt der Kolový potok, ein linker Nebenfluss von Meďodolský potok im Einzugsgebiet der Javorinka.
Der See erhielt seinen Namen nach seiner ehemals runden Form. Eine der Bedeutungen des slowakischen Wortes kolo ist „Rad“. Dieser Name wurde in andere Sprachen entweder direkt übernommen (wie z. B. deutsch Kolove See oder Kolowe See, ungarisch Kolove-tó oder Kolowe-tó) oder auch übersetzt (deutsch Runder See, Kreissee, ungarisch Kerek-tó, Kör-tó), dazu entstand aber auch die Übersetzung Pflocksee (deutsch) beziehungsweise Karó-tó (ungarisch) nach der Annahme, dass die Grundform des slowakischen Adjektivs kolové das Wort kôl (deutsch „Pfahl“, „Pflock“) ist. Der Kesmarker Gelehrte David Frölich erwähnte 1644 einen Stampsee, die Zuordnung dieses Namens zu diesem See ist aber nicht gesichert. In der französischen Übersetzung des Werks Travels in Hungary (1799) von Robert Townson erscheint die Bezeichnung mer du bétail (frei: Rindersee).
Zum See führte in der Vergangenheit ein markierter Wanderweg vom Tal Zadné Meďodoly heraus, heute ist der See, ebenso wie das Tal Kolová dolina, für Touristen nicht zugänglich. Er ist aber vom gelb markierten Wanderweg zum Gipfel des Jahňací štít ab dem Sattel Kolový priechod gut zu sehen. 